# 太鹤大桥
太鹤大桥北起浙江省丽水市青田县鹤城街道新大街，南接330国道。该桥为三跨不等跨中承式钢管凝土拱桥，全桥总长628.6米，其中主桥319.3米，净宽10米，其中主车道7米，两侧人行道宽1.5米。桥下通航能力为六级。
1996年1月28日，工程开工，工程总投资4470万元，由杭州市城建设计院设计。工程前期由杭州市政工程总公司中标承建，1998年6月3日起，改由中国水利水电第十二程局续建，1999年5月31目竣工，同年11月9日正式通车。

## 照片

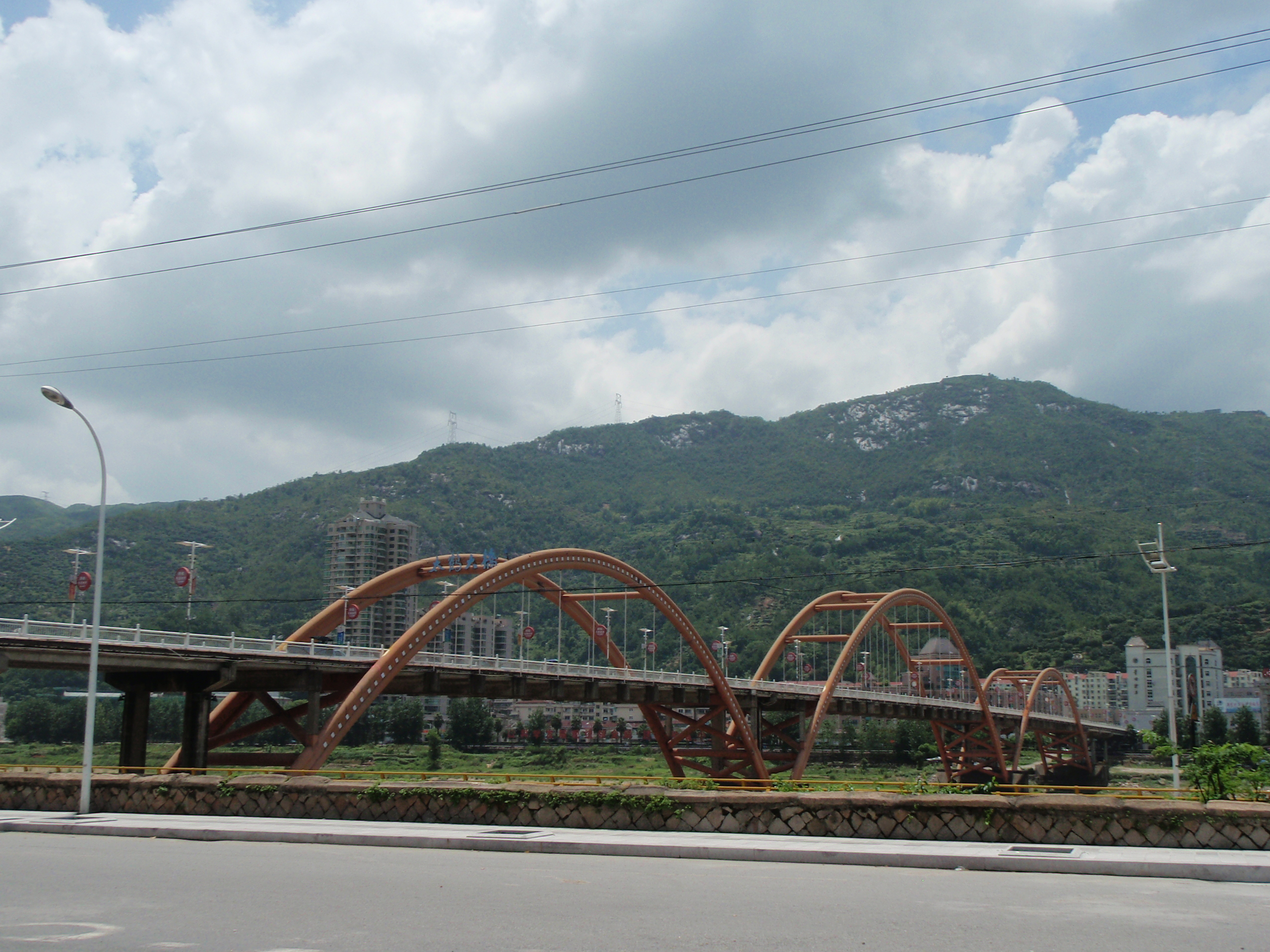
太鹤大桥
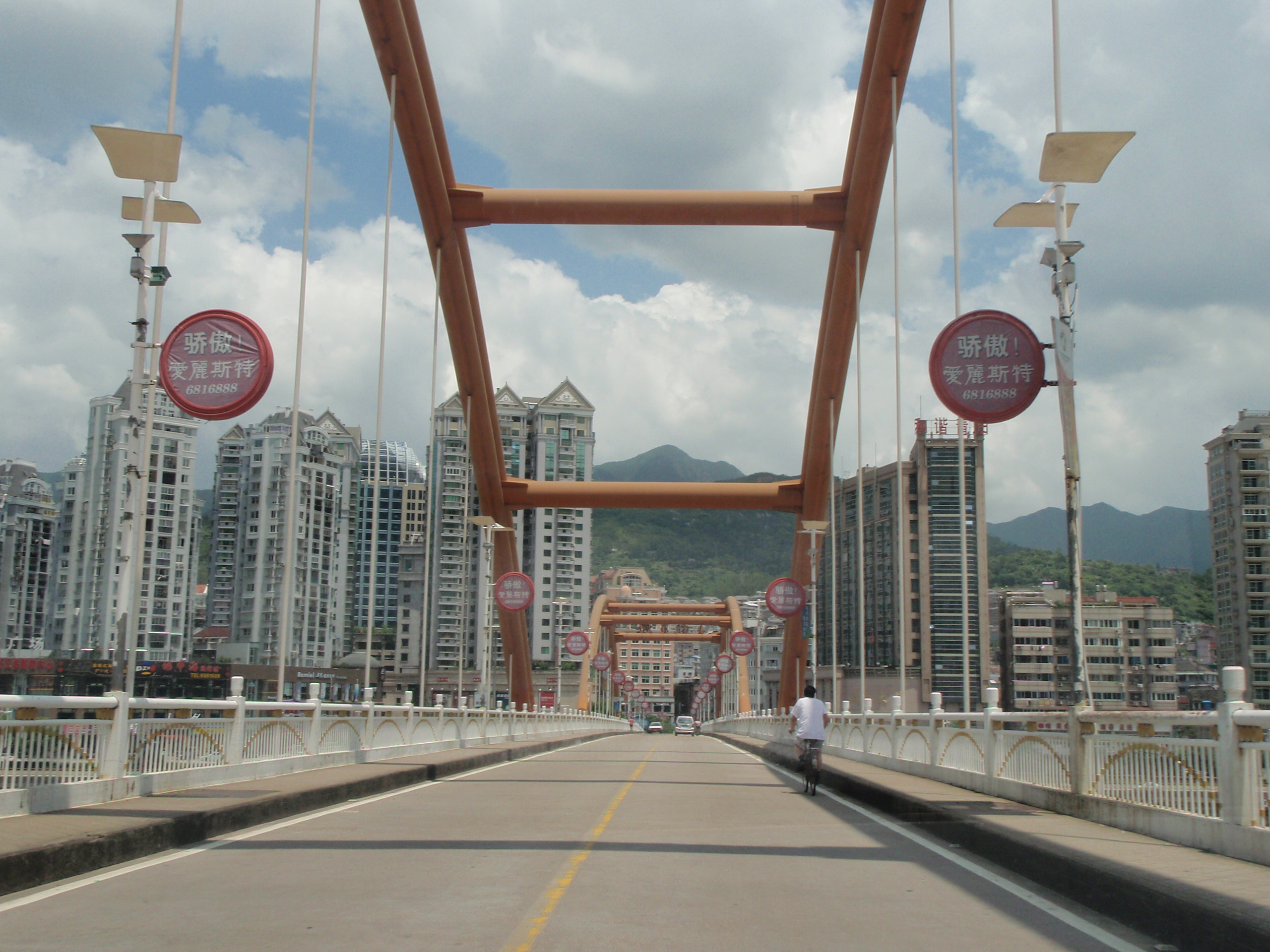
太鹤大桥上
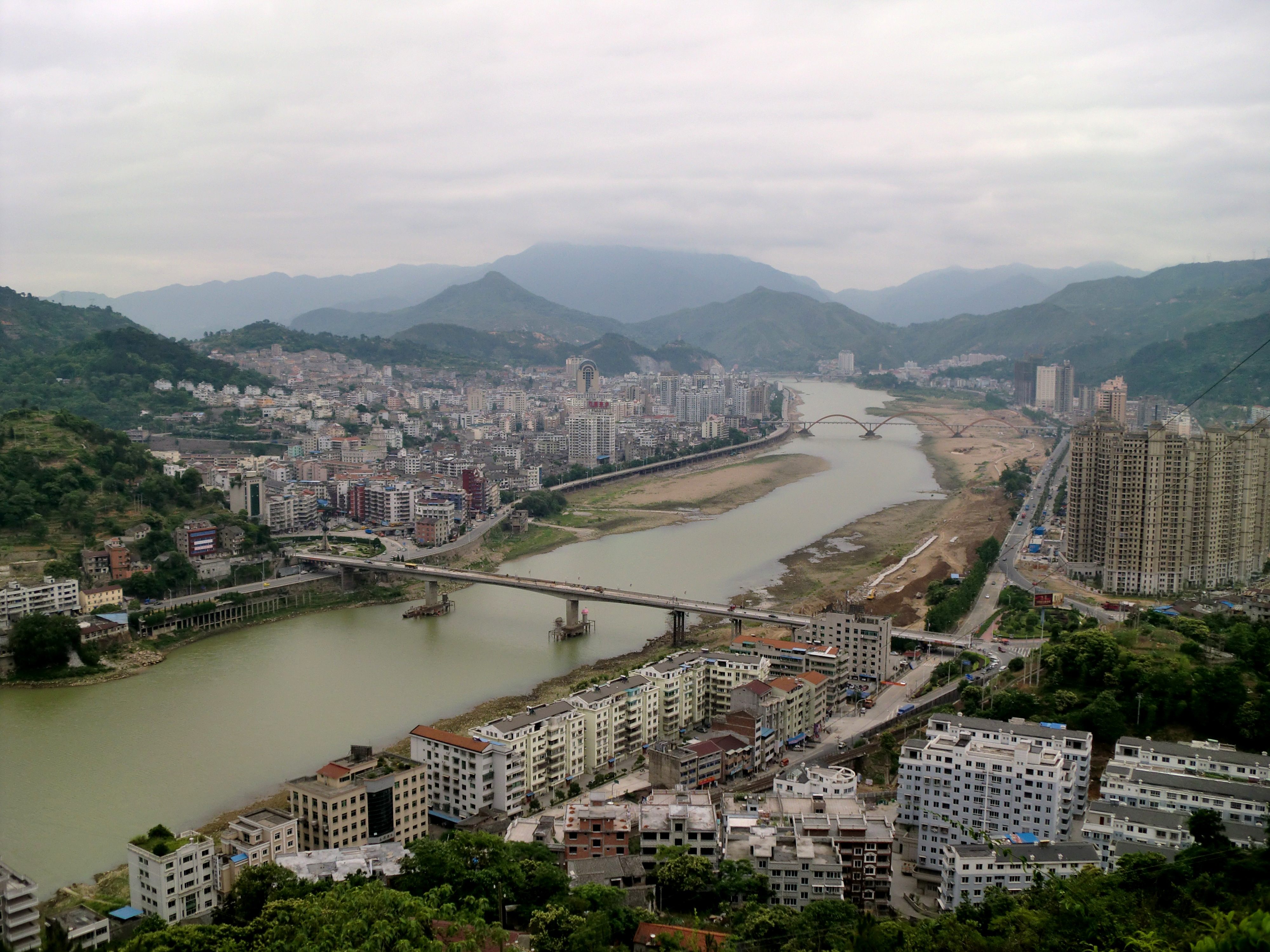
2011年的西门大桥和太鹤大桥
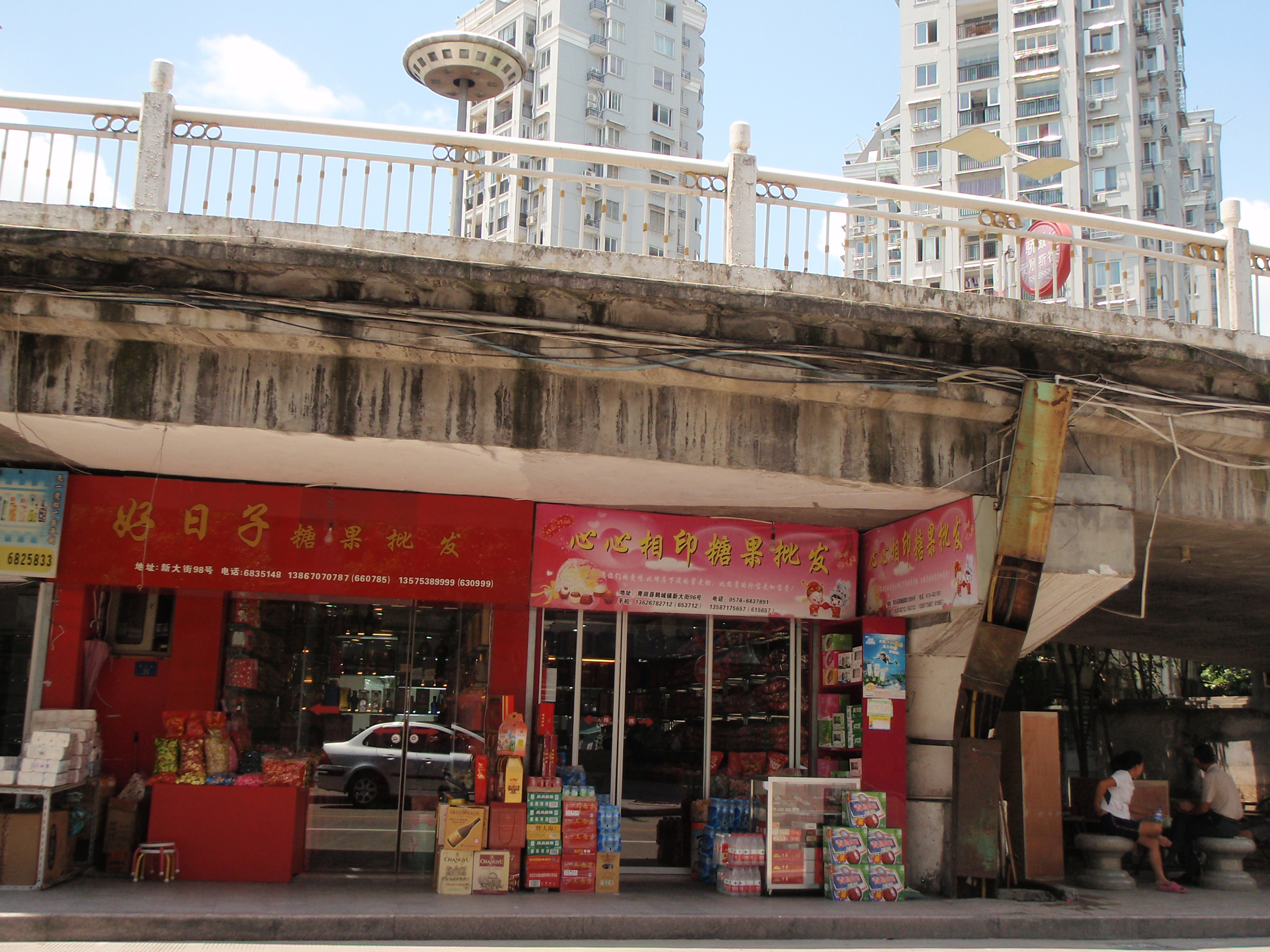
引桥下的店铺
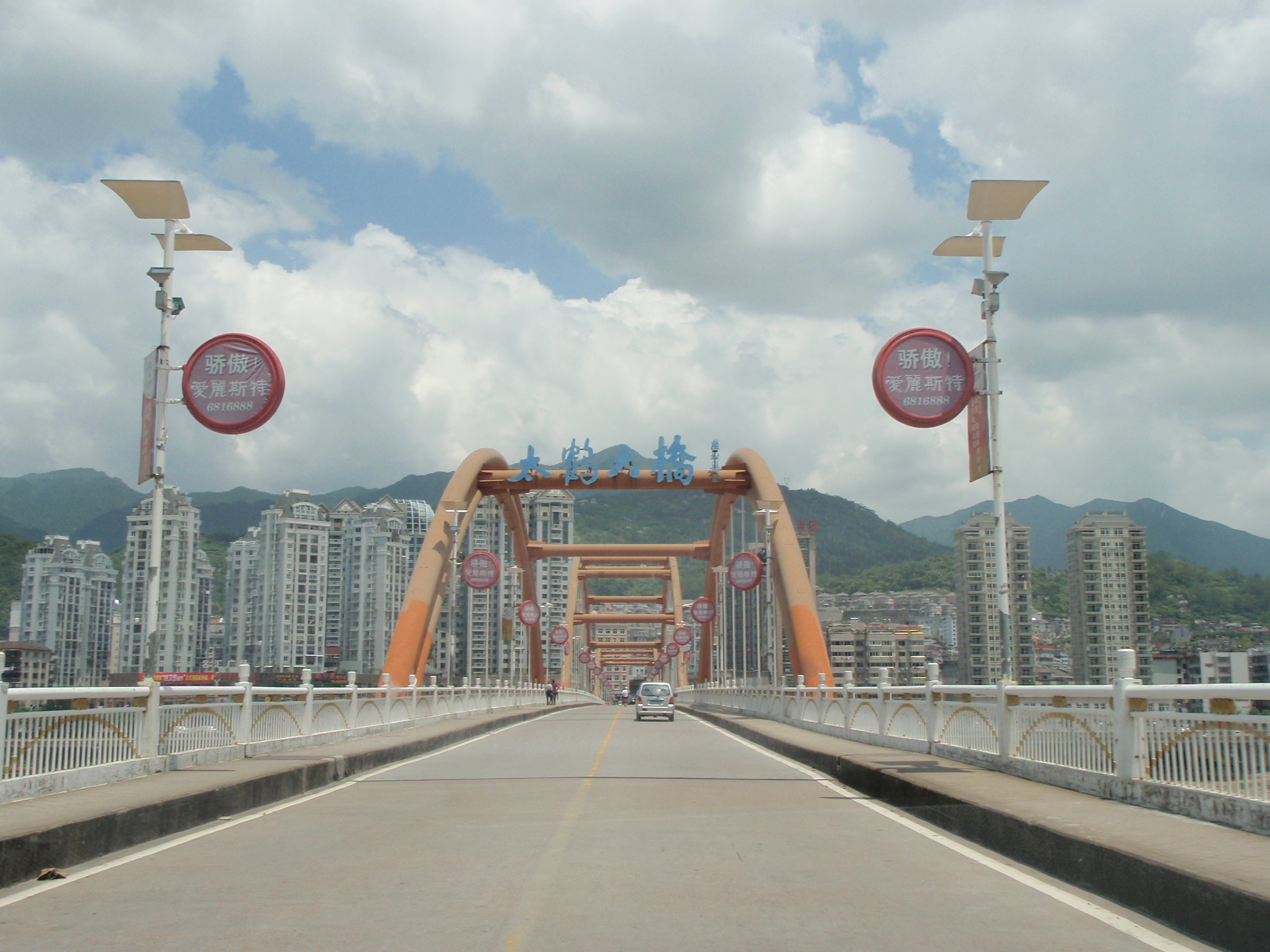
太鹤大桥上
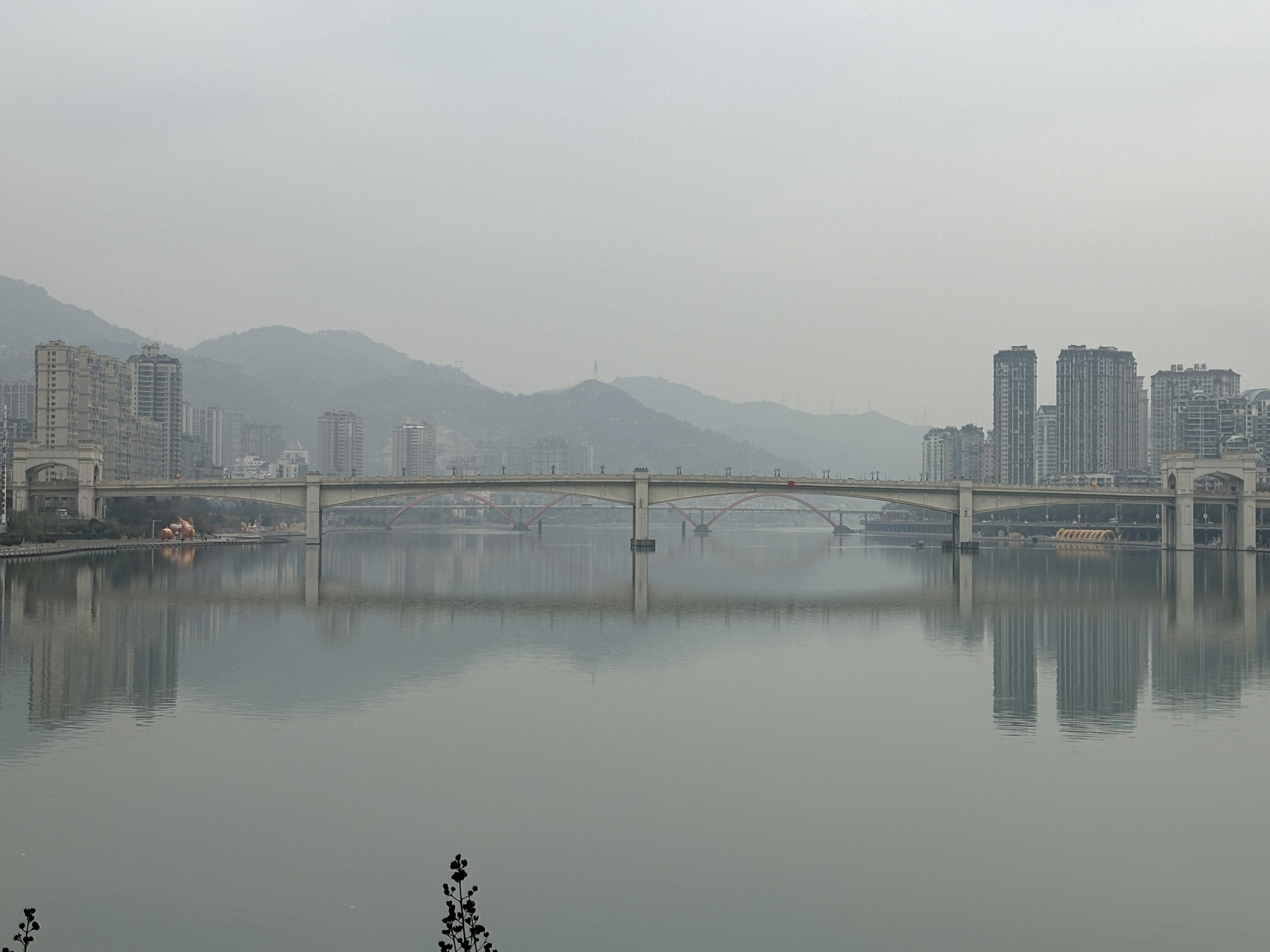
2024年的景云大桥和太鹤大桥